# Anisodes matthias
Anisodes matthias là một loài bướm đêm trong họ Geometridae.